# Detox digital

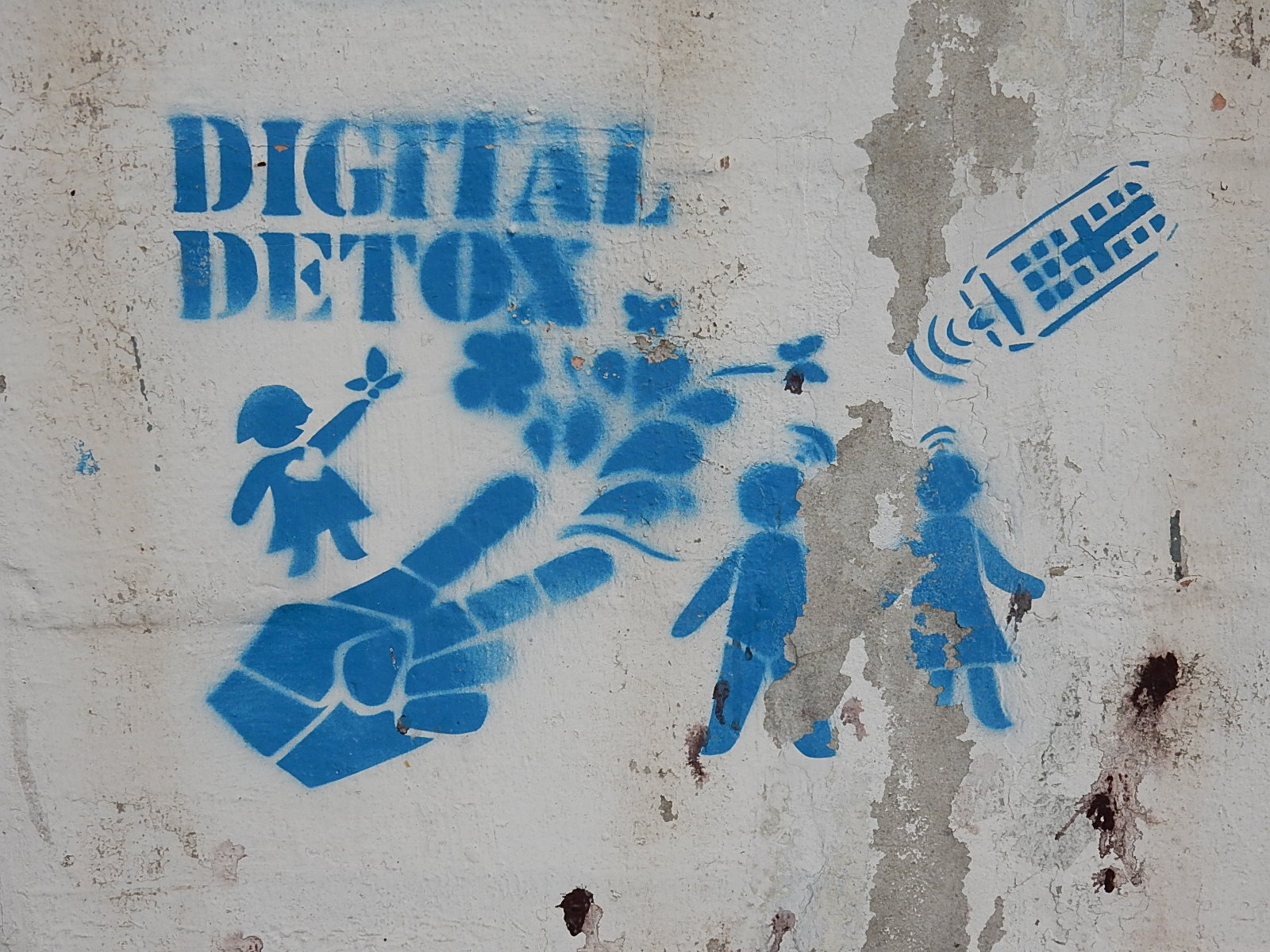
Promoción de la campaña "Digital Detox".

El detox digital o desintoxicación digital se refiere a un período de tiempo durante el cual una persona se abstiene de usar dispositivos electrónicos de conexión, como teléfonos inteligentes y ordenadores. La clave de un detox digital radica en la educación y el entrenamiento. La desintoxicación digital permite crear el espacio y el tiempo para observar y reflexionar sobre nuestras formas de usar las herramientas digitales y sobre los efectos que están provocando en nosotros.
Algunos de sus beneficios son: reducir el estrés, la fatiga y la adicción tecnológica, acabar con el FOMO (fear of missing out) o miedo a perdernos algo si desconectamos, incrementar los niveles de atención, aumentar el sentido de la realidad, mejorar las relaciones personales y profesionales, recuperar la sensación de control sobre nuestras vidas, mejorar la eficacia en todos nuestros ámbitos de actuación, proteger la privacidad y la libertad, contribuir a la reducción del control social masivo, la desigualdad y la precariedad laboral y desconectar para ‘reconectar’ con nosotros mismos, nuestros valores y con los demás.
En un estudio realizado en Mind, el 95% de los entrevistados dijo que su estado de ánimo mejoró después de dejar sus teléfonos para pasar tiempo al aire libre, pasar de estar deprimido, estresado y ansioso a ser más calmado y equilibrado.
Algo más del 50% de los jóvenes de 17 años se agobia si no tiene el móvil, un 12 por ciento de los adolescentes españoles abusan del móvil o de Internet. Y el 14% de los adolescentes reconoce estar enganchado a algún videojuego, aunque aún no se sabe cuántos de estos adolescentes terminarán siendo casos patológicos. En España según el Estudio realizado por el Observatorio Español de las Drogas y las Adicciones de la Delegación del Gobierno para el Plan Nacional sobre Drogas en 2016, un 21% de los estudiantes de 14 a 18 años realizó un posible uso compulsivo de internet en España, lo que supondría una cifra estimada de aproximadamente 456.500 jóvenes. Esta prevalencia es 4,6 puntos porcentuales superior a la del año 2014.
Los móviles se han convertido en algo imprescindible en estos tiempos. El 70% de las personas consultan sus teléfonos por la mañana, como máximo una hora después de levantarse; el 56% lo hace antes de ir a la cama. Lo mismo sucede aunque sea fin de semana o durante las vacaciones. El 44% de los usuarios de teléfono móvil indican que se sentirían muy ansiosos e irritables si no pudieran interactuar con sus teléfonos en un plazo de una semana.
El exceso de uso de las nuevas tecnologías han provocado la aparición de neologismos para definir estos comportamientos como: ciberadicción, nomofobia, ningufoneo o phubbing, tecnofilia, vibranxeaty, vamping y whatsappitis.